# Jos van Vliet
Johannes Marinus Theodorus (Jos) van Vliet (Den Haag, 12 maart 1946 - Roquefort-les-Pins, 10 mei 2013) was een Nederlandse nieuwslezer en diskjockey.
Aanvankelijk werkte hij vanaf het zendschip "Laissez Faire" achtereenvolgens voor Radio Dolfijn en Radio 227 en was tevens de promotor voor de Haagse Crazy Rockers en de Tielman Brothers. Zo leert hij Jan van Veen kennen, die een nieuwslezer zocht voor Radio Veronica en in het voorjaar van 1967 maakte hij de overstap naar dit radiostation.
Aan boord van het zendschip "Norderney" werkte hij voornamelijk als nieuwslezer, maar in juni 1967 werd besloten dat het personeel aan boord ook zelf programma's mochten presenteren en samen met Hans Mondt verzorgt hij deze live-uitzendingen. Van Vliet presenteerde onder andere de programma's "Voetjes van de Vloer", "Doe de Week de Deur uit" en "Eentje voor Onderweg". Hij kon echter totaal niet wennen aan het leven op zee en toen hij door de platenmaatschappij CNR Records wordt gevraagd om bij hen promotiemanager te worden, maakte hij deze weloverwogen overstap. Hij kreeg nu de kans om zijn eigen band Daddy’s Act, die bij CNR Records onder contract stond, volop te promoten. 
Van Vliet maakte volop de gloriejaren van de grammofoonplaat mee en was in 1969 onder andere verantwoordelijk voor het enorme succes van The Edwin Hawkins Singers. Daarnaast schreef hij ook voor diverse week- & maandbladen en in latere jaren werd hij een zeer succesvol reclameman en bezat hij samen met enkele partners een vooraanstaand reclamebureau. Nadat hij zijn aandelen in dit bureau verkocht had, na het vroegtijdig overlijden van zijn eerste vrouw, vertrok hij voor een aantal jaren naar Curaçao als pensionado, om vervolgens weer naar Europa te komen, waar hij zich, samen met zijn tweede vrouw Marieke, in Zuid-Frankrijk vestigde. Vele van zijn belevenissen in dit land legde hij vast in een persoonlijk weblog, waarin hij ook de laatste maanden van zijn leven beschreef met de voor hem zo kenmerkende nuchterheid en realiteitszin.
Van Vliet overleed op 67-jarige leeftijd als gevolg van hartfalen.